# Скотт Девіс (тенісист)
Скотт Девіс (англ. Scott Davis; нар. 27 серпня 1962) — колишній американський тенісист.
Найвищу одиночну позицію світового рейтингу — 11 місце досяг 28 жовтня, 1985, парну — 2 місце — 28 січня, 1991 року.
Здобув 3 одиночні та 22 парні титули.
Перемагав на турнірах Великого шолома в парному розряді.
Завершив кар'єру 1998 року.

## Фінали за кар'єру

### Одиночний розряд: 10 (3–7)
| Результат | W-L | Дата     | Турнір                | Покриття  | Суперник                    | Рахунок                 |
| --------- | --- | -------- | --------------------- | --------- | --------------------------- | ----------------------- |
| Поразка   | 0–1 | Лип 1981 | Напа, США             | Тверде    | Семмі Джаммалва             | 3–6, 7–5, 1–6           |
| Поразка   | 0–2 | Лип 1983 | Ньюпорт, США          | Трава     | Джон Фіцджеральд (тенісист) | 6–2, 1–6, 3–6           |
| Перемога  | 1–2 | Жов 1983 | Мауї, США             | Тверде    | Вінсент ван Петтен          | 6–3, 6–7(2–7), 7–6(7–4) |
| Поразка   | 1–3 | Лис 1983 | Токіо Indoor, Японія  | Килим (i) | Іван Лендл                  | 6–3, 3–6, 4–6           |
| Поразка   | 1–4 | Лис 1983 | Тайбей, Тайвань       | Килим (i) | Ндука Одізор                | 4–6, 6–3, 4–6           |
| Поразка   | 1–5 | Лют 1985 | Дельрей-Біч, США      | Тверде    | Тім Майотт                  | 6–4, 6–4, 3–6, 2–6, 4–6 |
| Перемога  | 2–5 | Жов 1985 | Токіо, Японія         | Тверде    | Джиммі Аріес                | 6–1, 7–6(7–3)           |
| Поразка   | 2–6 | Лис 1986 | Х'юстон, США          | Килим (i) | Слободан Живоїнович         | 1–6, 6–4, 3–6           |
| Поразка   | 2–7 | Лип 1989 | Скенектаді, США       | Тверде    | Саймон Юл                   | 6–2, 4–6, 4–6           |
| Перемога  | 3–7 | Січ 1990 | Окленд, Нова Зеландія | Тверде    | Андрій Чесноков             | 4–6, 6–3, 6–3           |

### Парний розряд: 41 (22–19)
| Результат | Ранг | Дата     | Турнір                                           | Покриття   | Партнер          | Суперники                                    | Рахунок            |
| --------- | ---- | -------- | ------------------------------------------------ | ---------- | ---------------- | -------------------------------------------- | ------------------ |
| Перемога  | 1.   | Сер 1983 | Колумбус, США                                    | Тверде     | Браян Тічер      | Віджай Амрітрадж Джон Фіцджеральд (тенісист) | 6–1, 4–6, 7–6      |
| Поразка   | 1.   | Жов 1983 | Мауї, США                                        | Тверде     | Майк Бауер       | Тоні Джаммалва Стів Мейстер                  | 3–6, 7–5, 4–6      |
| Поразка   | 2.   | Бер 1984 | Indian Wells Open, США                           | Тверде     | Ферді Тейган     | Бернард Міттон Балч Волтс                    | 6–4, 4–6, 6–7      |
| Перемога  | 2.   | Сер 1984 | Лівінгстон, США                                  | Тверде     | Вен Тестермен    | Пол Еннекон Гленн Мічібата                   | 6–4, 6–4           |
| Перемога  | 3.   | Сер 1985 | Страттон Маунтін, США                            | Тверде     | Девід Пейт       | Кен Флек Роберт Сегусо                       | 3–6, 7–6, 7–6      |
| Перемога  | 4.   | Вер 1985 | Лос-Анджелес, США                                | Тверде     | Роберт Вант Гоф  | Пол Еннекон Хрісто ван Ренсбург              | 6–3, 7–6           |
| Перемога  | 5.   | Жов 1985 | Токіо, Японія                                    | Тверде     | Девід Пейт       | Семмі Джаммалва Грег Голмс                   | 7–6, 6–7, 6–3      |
| Поразка   | 3.   | Жов 1985 | Токіо Indoor, Японія                             | Килим (i)  | Девід Пейт       | Кен Флек Роберт Сегусо                       | 6–4, 3–6, 6–7      |
| Перемога  | 6.   | Лют 1986 | Філадельфія, США                                 | Килим (i)  | Девід Пейт       | Стефан Едберг Андерс Яррід                   | 7–6, 3–6, 6–3, 7–5 |
| Поразка   | 4.   | Жов 1986 | Скоттсдейл, США                                  | Тверде     | Девід Пейт       | Леонардо Лаваль Майк Ліч                     | 6–7, 4–6           |
| Поразка   | 5.   | Лис 1987 | Мастерс Париж, Франція                           | Килим (i)  | Девід Пейт       | Якоб Гласек Клаудіо Медзадрі                 | 6–7, 2–6           |
| Поразка   | 6.   | Лис 1987 | Франкфурт-на-Майні, Німеччина                    | Килим (i)  | Девід Пейт       | Борис Бекер Патрік Кюнен                     | 4–6, 2–6           |
| Поразка   | 7.   | Лип 1988 | Ньюпорт, США                                     | Трава      | Ден Голді        | Келлі Джонс (тенісист) Петер Лундгрен        | 3–6, 6–7           |
| Поразка   | 8.   | Жов 1988 | Сан-Франциско, США                               | Тверде (i) | Тім Вілкінсон    | Джон Макінрой Марк Вудфорд                   | 4–6, 6–7           |
| Перемога  | 7.   | Жов 1988 | Скоттсдейл, США                                  | Тверде     | Тім Вілкінсон    | Рік Ліч Джим П'ю                             | 6–4, 7–6           |
| Поразка   | 9.   | Лют 1989 | Мемфіс, США                                      | Тверде (i) | Тім Вілкінсон    | Пол Еннекон Крісто ван Ренсбург              | 4–6, 2–6           |
| Перемога  | 8.   | Кві 1989 | Сеул, Південна Корея                             | Тверде     | Пол Векеса       | Джон Леттс Брюс Ман-Сон-Хінґ                 | 6–2, 6–4           |
| Перемога  | 9.   | Jul 989  | Скенектаді, США                                  | Тверде     | Бродерік Дайк    | Бред Пірс Байрон Талбот                      | 2–6, 6–4, 6–4      |
| Перемога  | 10.  | Жов 1989 | Орландо, США                                     | Тверде     | Тім Павсат       | Кен Флек Роберт Сегусо                       | 7–5, 5–7, 6–4      |
| Перемога  | 11.  | Кві 1990 | Орландо, США                                     | Тверде     | Девід Пейт       | Альфонсо Мора Браян Пейдж                    | 6–3, 7–5           |
| Перемога  | 12.  | Тра 1990 | Каява-Айленд, США                                | Ґрунт      | Девід Пейт       | Джим Грабб Леонардо Лаваль                   | 6–2, 6–3           |
| Перемога  | 13.  | Сер 1990 | Лос-Анджелес, США                                | Тверде     | Девід Пейт       | Петер Лундгрен Пол Векеса                    | 3–6, 6–1, 6–3      |
| Перемога  | 14.  | Сер 1990 | Індіанаполіс, США                                | Тверде     | Девід Пейт       | Грант Коннелл Гленн Мічібата                 | 7–6, 6–6           |
| Поразка   | 10.  | Жов 1990 | Tokyo Indoor, Японія                             | Килим (i)  | Девід Пейт       | Гі Форже Якоб Гласек                         | 2–6, 6–4, 2–6      |
| Перемога  | 15.  | Лис 1990 | Paris Masters, Франція                           | Килим (i)  | Девід Пейт       | Даррен Кейгілл Марк Кратцманн                | 5–7, 6–3, 6–4      |
| Перемога  | 16.  | Січ 1991 | Sydney International, Австралія                  | Тверде     | Девід Пейт       | Даррен Кейгілл Марк Кратцманн                | 3–6, 6–3, 6–2      |
| Перемога  | 17.  | Січ 1991 | Відкритий чемпіонат Австралії з тенісу, Мельбурн | Тверде     | Девід Пейт       | Патрік Макінрой Девід Вітон                  | 6–7, 7–6, 6–3, 7–5 |
| Перемога  | 18.  | Бер 1991 | Чикаго, США                                      | Килим (i)  | Девід Пейт       | Грант Коннелл Гленн Мічібата                 | 6–4, 5–7, 7–6      |
| Перемога  | 19.  | Лип 1991 | Washington Open, США                             | Тверде     | Девід Пейт       | Кен Флек Роберт Сегусо                       | 6–4, 6–2           |
| Поразка   | 11.  | Вер 1991 | Відкритий чемпіонат США з тенісу, Нью-Йорк       | Тверде     | Девід Пейт       | Джон Фітцджералд Андерс Яррід                | 3–6, 6–3, 3–6, 3–6 |
| Поразка   | 12.  | Жов 1991 | Tokyo Indoor, Японія                             | Килим (i)  | Девід Пейт       | Джим Грабб Річі Ренеберг                     | 3–6, 7–6, 2–6      |
| Поразка   | 13.  | Січ 1992 | Sydney Outdoor, Австралія                        | Тверде     | Девід Пейт       | Серхіо Касаль Еміліо Санчес Вікаріо          | 6–3, 1–6, 4–6      |
| Перемога  | 20.  | Лют 1993 | Сан-Франциско, США                               | Тверде (i) | Якко Елтінг      | Патрік Макінрой Джонатан Старк (тенісист)    | 6–1, 4–6, 7–5      |
| Поразка   | 14.  | Сер 1993 | Лос-Анджелес, США                                | Тверде     | Грант Коннелл    | Вейн Феррейра Міхаель Штіх                   | 6–7, 6–7           |
| Перемога  | 21.  | Сер 1993 | Індіанаполіс, США                                | Тверде     | Тодд Мартін      | Кен Флек Рік Ліч                             | 6–4, 6–4           |
| Поразка   | 15.  | Чер 1994 | Nottingham Open, Велика Британія                 | Трава      | Тревор Кронеманн | Рік Ліч Дані Віссер                          | 4–6, 6–4, 6–7      |
| Поразка   | 16.  | Сер 1994 | Лос-Анджелес, США                                | Тверде     | Браян Макфі      | Джон Фітцджералд Марк Вудфорд                | 6–4, 2–6, 0–6      |
| Поразка   | 17.  | Сер 1995 | Лос-Анджелес, США                                | Тверде     | Горан Іванишевич | Брент Гейгарт Кент Кіннієр                   | 4–6, 6–7           |
| Поразка   | 18.  | Сер 1995 | Індіанаполіс, США                                | Тверде     | Тодд Мартін      | Марк Ноулз (тенісист) Деніел Нестор          | 3–6, 5–7           |
| Перемога  | 22.  | Лип 1996 | Вашингтон, США                                   | Тверде     | Грант Коннелл    | Даг Флек Кріс Вудруфф                        | 7–6, 3–6, 6–3      |
| Поразка   | 19.  | Тра 1997 | Атланта, США                                     | Ґрунт      | Kelly Jones      | Йонас Бйоркман Ніклас Культі                 | 2–6, 6–7           |